# Alain de Maricourt
Pour les articles homonymes, voir Maricourt et Dumesnil.
Alain du Mesnil de Maricourt, né le 7 juillet 1909 à Paris et mort le 18 février 1999 à Perrigny-lès-Dijon, était un général de corps aérien, ancien élève de Saint-Cyr, aviateur, qui a participé aux opérations de la Seconde Guerre mondiale, de la guerre d'Indochine et de la guerre d'Algérie. Également officier d'état-major, notamment dans les forces aériennes tactiques, il a aussi contribué à la reconstruction, après-guerre, de l'École de l'air (à Salon-de-Provence) et est à l'origine des commandos de l'air.

## Biographie

### Sa formation et ses premières affectations
René Arthur Marie Alain Dumesnil de Maricourt nait le 7 juillet 1909 à Paris dans une famille de vieille noblesse,. Il est le neveu de l'écrivain André Fernand Marie de Maricourt. Après une préparation au collège Stanislas de Paris (la « corniche Stan »), il entre en octobre 1927 à l'École spéciale militaire de Saint-Cyr (114e promotion « Maréchal Galliéni »),. À sa sortie en 1929, il choisit la voie de l'aviation (alors encore dépendante de l'Armée de terre), passe par l’École militaire et d’application de l'aéronautique de Versailles et suit un stage de pilotage à Avord (brevet de pilote en décembre 1930). De juin 1931 à août 1933, il est affecté au 31e régiment d’aviation d’observation basé à Tours, d'abord à la 12e puis à la 11e escadrille. Volontaire pour les opérations extérieures, il rejoint le 37e régiment d’aviation au Maroc (au sein de l'escadrille « Bou Denib »). Il participe alors aux missions dans le sud du pays, notamment lors de la prise de Tindouf (1934), et accomplit des liaisons sahariennes en AOF au départ d’Agadir. En 1936, revenu en France, il commande une escadrille de la 54e escadre de reconnaissance. Puis, il devient navigateur en chef de la « Croisière Impériale » du lieutenant Louël, voguant à travers Tunisie, Soudan, Guinée, Mauritanie et Maroc sur un Bloch 120. Toujours en Afrique, il commande en 1938 la 3e escadrille de Gao. À la veille du conflit, face à la présence italienne en Libye, le général Bührer, chef d'état-major général des colonies, installe une base à Dirkou, au Kaouar (Niger) ; le capitaine de Maricourt est chargé d'y aligner ses vieux appareils (Potez 25 et Potez 29).

### Pendant la Seconde Guerre mondiale
En 1940, lors de la campagne de France, il ne peut donc participer aux opérations en métropole en raison de la menace italienne contre les colonies françaises d’Afrique. De sa propre initiative, le 21 juin 1940, il entreprend une mission aérienne dans le sud libyen. Il effectue un assaut contre les postes italiens de Tedjéré et de Gatroun (ou Al Qatrun), près de Mourzouk, dans le Zeila libyen ; cela lui vaut une sanction de quinze jours d’arrêts de rigueur. Le 3 septembre, lors de l'inspection du général Gama, nouveau commandant des forces aériennes d'AOF, Maricourt lui avoue que : « son personnel ne peut accepter la défaite et demande à combattre, par conséquent à rallier toute formation militaire qui n'accepte pas l'armistice ». Le général est désagréablement surpris par cette révélation : il ne s'y attendait pas. Plus tard, affirmant imprudemment vouloir rejoindre le Nigéria britannique pour poursuivre la lutte, il est muté au Sénégal et reste donc encore un temps, malgré ses premières velléités, au service de l'Armée de Vichy. En 1942, il rejoint la métropole et s’y marie. Puis, de retour en Afrique du Nord (A.F.N.), il est nommé commandant en second du groupe de bombardement (GB) de Blida. Rappelé à Thiès, au Sénégal, il prend la tête du groupe GB II/62. Après le débarquement allié de novembre 1942, il reçoit à Meknès le commandement du groupe de chasse GG I/32 et part s’entraîner avec ses pilotes avec des avions américains à Telergma. Fin 1943 et début 1944, il participe, depuis une base de Sardaigne, à la campagne d’Italie avant d’appuyer le débarquement de Provence (15 août 1944). Lieutenant-colonel, il devient commandant de la 31e escadre de bombardement opérant en B26 Marauder. Ses missions l’amènent au-dessus du sol allemand. À la fin de la guerre, il travaille à l’État-major du Corps Tactique Aérien (CATac) de Lahr.

### Sa carrière d'officier dans l'après-guerre (1946-1962)
En janvier 1946, le colonel de Maricourt est chargé de rétablir l’École de l'air. Il y forme les promotions 1944, 1945, 1946 et en partie 1947. Plus tard, il a été dit que Maricourt y a transposé, en les adaptant, les traditions saint-cyriennes dont il était imprégné. De 1948 à 1950, il est chef d’état-major de la 3e Région aérienne à Bordeaux. Pendant la guerre d’Indochine, il est commandant en second de l’Air, puis chef du Groupement aérien tactique Nord (GATac Nord) basé à Hanoï. À ce poste, il propose d'utiliser des Ju 52, par groupements de seize, pour bombarder les zones ennemies (le GATac souhaitait des « tapis de bombes » à l'instar des bombardements stratégiques de la dernière guerre) : les contingences et l'inadaptation du matériel font échouer le projet. Les relations de cet aviateur au fort caractère n'y sont pas toujours excellentes avec l'Armée de terre. Lors de l'évacuation de That Khé, après la bataille de la RC 4 (octobre 1950), il songe à remplacer les « convoyeuses de l'air » par des médecins-officiers. Il s'oppose à Valérie de la Renaudie qui défend les avantages de ses consœurs : c'est elle qui a le dernier mot. De même, en tolérant les survols frontaliers de la Chine, il attire des protestations diplomatiques. Abattu lors d'un vol par le Viêt Minh, il parvient à rejoindre le camp français. De retour en métropole en 1951, il dirige pour la seconde fois l’École de l'air de Salon-de-Provence jusqu’en 1953. En 1954, affecté à l’État-major de Paris, il devient inspecteur du transport et de l’outre-mer. Il est nommé général (de brigade aérienne) le 1er avril de la même année, ce que, avec son humour habituel, il apprécie grandement. En juin 1955, il retourne en Algérie française où il dirige le GATac (groupement aérien tactique) de Constantine. De novembre 1955 à juin 1957, il est commandant de l’Air en Algérie, avec près de 50 000 hommes sous ses ordres. Il est alors à l'origine de la création, en mars 1956, des commandos parachutistes de l'air ; ceux-ci sont regroupés dans le GCPA 541 confié au lieutenant-colonel Coulet. C'est aussi sous son commandement qu'est effectué, le 22 octobre 1956, le détournement de l'avion civil marocain menant en Égypte la délégation des principaux dirigeants du FLN qui seront ainsi arrêtés (Khider, Lacheraf, Aït Ahmed, Boudiaf et Ben Bella). 
Promu général de division aérienne le 1er décembre 1958, il reçoit le commandement de la 1re Région aérienne à Dijon. Puis, il dirige la Défense aérienne du territoire, reçoit une quatrième étoile (avril 1960) et devient major général de l’Armée de l’air. Son dernier poste est celui de commandant des forces aériennes tactiques (FATac) en février 1961. Le 15 avril 1962, miné par le drame algérien, il est admis par anticipation et à sa demande, à faire valoir ses droits à la retraite.

### La retraite
Il se retire dans sa propriété de Perrigny-lès-Dijon, près de la capitale bourguignonne, et surtout proche de la base aérienne 102 « Guynemer » de Longvic, tout en continuant à s’intéresser au domaine aérien militaire. Il se présentait lui-même comme « connaisseur en rencontres internationales (Maroc, Grande-Bretagne, Italie, Allemagne, Viet-Minh, FLN), totalisant 150 heures de chameau » (ainsi que plus de 7 000 heures de vol). À la fin de sa vie, il milite opiniâtrement et souvent très efficacement auprès des anciens de l'Armée de l'air comme des civils en faveur de l'Association de Soutien à l'Armée Française (ASAF). Atteint par des soucis de santé aux jambes, il s’éteint le 18 février 1999 à l’âge de 89 ans. L’Armée de l’air lui organise des obsèques solennelles à la base aérienne de Dijon-Longvic (23 février 1999).
Alain Dumesnil de Maricourt était général de corps aérien, grand officier de la Légion d'honneur, grand-croix de l'ordre national du Mérite et avait reçu dix citations. Marié en 1942 avec Marie d'Argouges (1921-2017), ils étaient parents de sept enfants.

## Hommages
Le général de Maricourt a été choisi comme parrain des promotions 1999 de l'École de l'air et de l'École militaire de l'air.

## Maricourt et les commandos parachutistes de l'air

### L'Armée de l'air face à l'insurrection terrestre
En novembre 1954, le commandement de l'Armée française décide de quadriller le terrain algérien avec ses troupes afin de protéger les biens et les personnes. L'Armée de l'air participe à cet effort qui nécessite le maintien des appelés et le rappel des disponibles. Le général de Maricourt, qui commande le GATac (groupement aérien tactique) de Constantine en juin 1955, estime que son arme doit pleinement prendre part au conflit, même en l'absence de bataille aérienne. Resté proche de ses anciens camarades saint-cyriens de l'Armée de terre, il regrette l'incompréhension réciproque des deux univers. S'il refuse que les aviateurs ne soient que des auxiliaires au service des troupes sur le terrain, il ne peut pourtant accepter de laisser ces derniers seuls au combat. Il résume cette opinion par l'une de ses célèbres formules lapidaires : « Jamais à la botte, toujours botte à botte ». Selon lui, l'Armée de l'air doit aussi prouver sa capacité à intégrer les formes nouvelles de la guerre. Comme tout ancien d'Indochine, il a pressent les modalités de la guerre subversive. Lorsqu'il était à Hanoï, il avait ainsi encouragé la création de la BRCS, ou brigade de renseignement et de contre-sabotage, ayant pour mission l'arrestation des rôdeurs potentiellement dangereux que l'on rencontrait aux abords des terrains d'aviation ; il reconstitue cette brigade en Algérie (1956). 
Il envisage surtout de nouvelles formes d'actions pour des aviateurs qui, le rappelle-t-il dans ses « Mémoires », étaient à l'origine du corps des parachutistes (action du capitaine Geille en 1937) avant que celui-ci ne dépende de l'Armée de terre (depuis 1945). Devenu commandant de l’Air en Algérie en novembre 1955, avec 50 000 hommes sous ses ordres, il doit assurer une mission de surveillance du territoire. Pour cela, il reçoit six demi-brigades de fusiliers de l'air (DBFA) : il en est très déçu, leur formation et leur volontarisme ne sont pas à la hauteur de ses exigences. Il dit : « la médiocrité de nos fusiliers rappelés me peine et m'irrite » et parle de « l'inexpérience de nos garçons qui se tuent en jeep ou se descendent en manipulant maladroitement leur mitraillette. » D'ailleurs, quand la bataille d'Alger commence en janvier 1957, ses DBFA sont dépassés par les évènements, puis remplacés par les parachutistes de Massu. Pour l'instant, seuls les fusiliers-marins, plus professionnels et avec un encadrement remarquable des sous-officiers, l'inspirent.

### Du projet à la création des commandos parachutistes de l'air
Le général de Maricourt envisage donc la constitution d'un nouveau corps, plus professionnel et plus expert, pour les opérations terrestres que l'Armée de l'air serait appelée à effectuer. 
Sans rechercher la simple « reproduction » du corps des parachutistes (sans exclure ses méthodes), il s'agit de créer de petites unités aériennes ayant la capacité d'intervenir au sol dans le cadre des missions confiées. Celles-ci peuvent concerner le quadrillage d'une petite zone de terrain comme la préparation et l'appui au sol d'actions de l'aviation (bombardement) ou encore le simple coup de force rapide. Pour ce faire, ces unités auraient la forme de « commandos de l'air », avec de faibles effectifs, réactifs et rapides dans l'exécution des tâches. Ces commandos seraient nécessairement, brevetés parachutistes. 
Évidemment, l'Armée de terre se montre inquiète d'amenuiser ses prérogatives. Alain de Maricourt  persévère et se montre convaincant lors de ses « plaidoiries ». Pour défendre l'avantage de l'Armée de l'air sur celle de terre dans ce genre de missions s'effectuant dans les deux éléments, Alain de Maricourt, avec un léger brin de moquerie, aura cette phrase célèbre : « il est plus facile à un oiseau de marcher qu'à un serpent de voler ! » Le mode d'intervention imposant la rapidité d'acheminement, le parachutage constitue une solution ; elle n'est pas la seule, aux côtés de l'héliportage, de l'aérotransport voire du déplacement terrestre par voie routière. Les missions sont quelque peu différentes de celles allouées aux grandes unités parachutistes de l'Armée de terre ; pour Maricourt, les commandos parachutistes de l'air ne sauraient être employés en position défensive, dans une opération aéroportée d'envergure ou dans un cadre débordant celui du maintien de l'ordre (en Algérie). 
Il convient de faire d'abord ses preuves en réponse aux nombreux détracteurs.

### La constitution des premiers commandos parachutistes de l'air (mars-mai 1956)
Le général de Maricourt se révèle l'ambassadeur de son projet. En août 1955, lors de la visite à Constantine du général Bailly, chef d'état-major de l'Armée de l'air, et du général Jouhaud, major général, il obtient l'autorisation de principe. 
Freinée par des réticences diverses, y compris au sein de son Armée, la réalisation est ardue. Le 3 mars 1956, un message officiel annonce la constitution officielle d'une première unité des commandos parachutistes de l'air, à effectif de 200  à   300 hommes, en Afrique de Nord. L'annonce est confirmée par le secrétaire d'État aux forces armées « Air » quelques jours plus tard. 
Dans une note du 9 avril 1956, le général de Maricourt (alors commandant de l'air) définit officiellement le but et les missions des commandos. Ils sont créés pour défendre les départements français d'Algérie. Le personnel est recruté exclusivement dans l'Armée de l'air. Les opérations, rapides et courtes, se feront avec de petits effectifs et privilégieront la légèreté et l'effet de surprise, en utilisant surtout l'hélicoptère, ainsi, accessoirement, que le parachutage et d'autres moyens. Les commandos 10 (aux ordres du capitaine Albert-Charles Meyer) et 20 (capitaine Prénom Lucht) sont constitués le 15 mai 1956 ; ils partent s'entraîner à Mourmelon et à La Reghaïa. Ils sont suivis par trois autres unités qui donnent, sous l'égide du lieutenant-colonel Coulet, naissance au groupement des commandos parachutistes de l'air 00.541. 
Le général de Maricourt dispose de ses « cinq centuries » de commandos de l'air.